# Glory Leppänen
Glory Leppänen, (née Renvall le 28 novembre 1901 à Paris - morte le 26 octobre 1979 à Helsinki est un metteur en scène, une réalisatrice et une actrice de cinéma finlandaise.

## Biographie
Glory Leppänen est la fille d'Aino Ackté et d'Heikki Renvall. Elle est la sœur de Mies Reenkola. En 1924, elle épouse Aarne Leppänen.
Glory Leppänen étudie à l'Institut de la scène de Finlande, puis de 1922 à 1936 elle travaille au théâtre national de Finlande. 
En 1934, elle approfondit sa maîtrise de la réalisation à l'école de théâtre de Max Reinhardt à Vienne. 
Avant la guerre d'Hiver, elle dirige le théâtre municipal de Viipuri. 
À l'automne 1940, elle devient directrice du théâtre de Pori, puis en 1943 du théâtre de Tampere. 
De 1949 à 1951, Glory Leppänen dirige le Théâtre populaire d'Helsinki.

## Filmographie partielle

### Actrice
- Anna-Liisa, 1922
- Runoilija muuttaa, 1927
- Rovastin häämatkat, 1931

### Réalisatrice
- Onnenpotku, 1936

### Scénariste
- Aivasteleva aviomies, 1965[2]

## Ses écrits
- Tulesta tuhkaksi. Emmy Achté ja hänen maailmansa (1962)
- Punainen Fiat BA 777. Jännitysromaani (1963)
- Kärpät saalistavat. Jännitysromaani (1964)
- Arkkipiispan perhe ja Aino Ackté (1966)
- Eski on kuollut. Jännitysromaani (1966)
- Pääosassa kuolema. Jännitysromaani (1967)
- Elämäni teatteria (1971)